# Universal Flash Storage
UFS (Universal Flash Storage) là một bộ nhớ flash đặc trưng dùng cho máy ảnh số, điện thoại di động và các thiết bị điện gia dụng. Nó được thiết kế nhằm tăng tốc độ truyền dữ liệu và tăng độ tin cậy cho bộ nhớ flash, đồng thời giảm sự hỗn loạn trên thị trường và loại bỏ nhu cầu về các bộ điều hợp khác nhau cho các loại thẻ khác nhau. Tiêu chuẩn bao gồm cả hai gói được tích hợp vĩnh viễn (nhúng) vào thiết bị (eUFS), và thẻ nhớ UFS có thể tháo rời.

## Tổng quan
UFS sử dụng bộ nhớ flash cổng NAND. Nó dùng vi mạch 3 chiều TLC NAND flash xếp chồng lên nhau (mạch tích hợp) với bộ điều khiển tích hợp.
Tiêu chuẩn UFS được đệ trình hỗ trợ bởi các công ty điện tử tiêu dùng như Nokia, Sony Ericsson, Samsung, Texas Instruments, STMicroelectronics, Micron và SK Hynix. UFS được định vị như tiêu chuẩn thay thế cho thẻ nhớ eMMC và thẻ nhớ SD. UFS sử dụng giao diện điện tử M-PHY do Liên minh MIPI phát triển, giao diện tiếp nối tốc độ cao hướng mục tiêu 2,9 Gbit/s trên mỗi làn với khả năng mở rộng lên đến 5,8 Gbit/s trên mỗi làn. UFS triển khai giao diện tiếp nối song công LVDS với khả năng mở rộng băng thông cao hơn so với giao diện 8 làn song song và bán song công của eMMCs. Không giống như eMMC, UFS dựa trên mô hình kiến trúc SCSI và hỗ trợ SCSI. Tiêu chuẩn này được phát triển và cung cấp bởi Hội đồng Kỹ thuật Thiết bị Điện tử (JEDEC).

### Phần mềm hỗ trợ
Nhân Linux hỗ trợ UFS.

## Lịch sử
Năm 2010, Hiệp hội lưu trữ Flash toàn cầu (UFSA) được thành lập như một hiệp hội thương mại mở nhằm quảng bá tiêu chuẩn UFS.
Tháng 9 năm 2013, JEDEC đã ra mắt tiêu chuẩn UFS 2.0 JESD220B (nâng cấo từ UFS v1.1 được ra mắt vào tháng 6 năm 2012). UFS JESD220B v2.0 tăng băng thông liên kết  để cải thiện hiệu suất, mở rộng tính năng bảo mật và các tính năng tiết kiệm năng lượng bổ sung so với UFS v1.1.
Ngày 30 tháng 1 năm 2018, JEDEC ra mắt tiêu chuẩn UFS 3.0, với tốc độ truyền dữ liệu trên mỗi làn là 11,6 Gbit/s (1450 MB/s) cao hơn khi sử dụng MIPI M-PHY v4.1 và UniProSM v1.8. Tại Triển lãm di động toàn cầu 2018, Samsung công bố UFS nhúng (eUFS) v3.0 và uMCP (giải pháp gói đa bộ nhớ dựa trên UFS.
Ngày 30 tháng 1 năm 2020, JEDEC ra mắt phiên bản 3.1 của tiêu chuẩn UFS. UFS 3.1 bao gồm Tăng Tốc Độ Ghi, Ngủ Sâu, Thông Báo Điều Chỉnh Hiệu Suất và Tăng Cường Hiệu Suất Máy Chủ để UFS nhanh hơn, tiết kiệm điện hơn và rẻ hơn. Tính năng Tăng Cường Hiệu Suất Máy Chủ là tùy chọn.
Năm 2022, Samsung công bố phiên bản UFS 4.0 tăng gấp đôi từ 11,6 Gbit/s lên 23,2 Gbit/s bằng cách sử dụng MIPI M-PHY v5.0 và UniPro v2.0.

## Những thiết bị tiêu biểu
Vào tháng 2 năm 2013, công ty bán dẫn Toshiba Memory (nay là Kioxia) bắt đầu giới thiệu các bản mẫu bộ nhớ flash NAND 64GB, bộ nhớ đầu tiên hỗ trợ tiêu chuẩn UFS lúc bấy giờ.
Ngày 7 tháng 7 năm 2016, Samsung công bố thẻ nhớ UFS đầu tiên của mình với các dung lượng lưu trữ 32, 64, 128 và 256 GB. Các thẻ nhớ này dựa trên Tiêu chuẩn mở rộng thẻ UFS 1.0. Phiên bản 256GB được báo cáo là cung cấp hiệu suất đọc tuần tự lên tới 530 MB/s và hiệu suất ghi tuần tự lên tới 170 MB/s và hiệu suất đọc và ghi ngẫu nhiên là 40.000 IOPS và 35.000 IOPS. Tuy nhiên, các thẻ nhớ này chưa thực sự được phát hành ra công chúng.
Ngày 17 tháng 11 năm 2016, Qualcomm thông báo Hệ thống trên một vi mạch Snapdragon 835 có hỗ trợ UFS 2.1.
Ngày 14 tháng 5 năm 2019, OnePlus ra mắt OnePlus 7 và OnePlus 7 Pro, những điện thoại đầu tiên có tính năng tích hợp sẵn eUFS 3.0 (Galaxy Fold, dự kiến ban đầu là điện thoại thông minh đầu tiên có UFS 3.0 nhưng cuối cùng đã bị trì hoãn sau khi OnePlus 7 ra mắt).
Ngày 8 tháng 12 năm 2022, IQOO thông báo IQOO 11 sẽ là điện thoại thông minh đầu tiên dùng Bộ nhớ UFS 4.0. Sau đó, các nhà sản xuất thiết bị Android khác bắt đầu sử dụng giải pháp lưu trữ này trên các điện thoại thông minh từ cao cấp đến tầm trung.

## So sánh các phiên bản

### UFS
| UFS | Thời điểm ra mắt | Băng thông mỗi làn | Số làn tối đa | Tổng băng thông tối đa | Phiên bản M-PHY | Phiên bản UniPro |
| --- | ---------------- | ------------------ | ------------- | ---------------------- | --------------- | ---------------- |
| 1.0 | 21-02-2011       | 300 MB/s           | 1             | 300 MB/s               | ?               | ?                |
| 1.1 | 25-06-2012       | 300 MB/s           | 1             | 300 MB/s               | ?               | ?                |
| 2.0 | 18-09-2013       | 600 MB/s           | 2             | 1200 MB/s              | 3.0             | 1.6              |
| 2.1 | 04-04-2016       | 600 MB/s           | 2             | 1200 MB/s              | 3.0             | 1.6              |
| 2.2 | 08-2020          | 600 MB/s           | 2             | 1200 MB/s              | ?               | ?                |
| 3.0 | 30-01-2018       | 1450 MB/s          | 2             | 2900 MB/s              | 4.1             | 1.8              |
| 3.1 | 30-01-2020       | 1450 MB/s          | 2             | 2900 MB/s              | 4.1             | 1.8              |
| 4.0 | 17-08-2022       | 2900 MB/s          | 2             | 5800 MB/s              | 5.0             | 2.0              |

### Thẻ nhớ UFS
| Thẻ nhớ UFS | Thời điểm ra mắt | Băng thông mỗi làn | Số lượng làn tối đa | Tổng băng thông tối đa | Phiên bản M-PHY | Phiên bản UniPro |
| ----------- | ---------------- | ------------------ | ------------------- | ---------------------- | --------------- | ---------------- |
| 1.0         | 30-03-2016       | 600 MB/s           | 1                   | 600 MB/s               | 3.0             | 1.6              |
| 1.1         | 30-01-2018       | 600 MB/s           | 1                   | 600 MB/s               | 3.0             | 1.6              |
| 3.0         | 08-12-2020       | 1200 MB/s          | 1                   | 1200 MB/s              | 4.1             | 1.8              |

## Triển khai
- UFS 2.0 đã được triển khai trong Snapdragon 820 và 821. Kirin 950 và 955. Exynos 7420.
- UFS 2.1 đã được triển khai trong Snapdragon 712 (710&720G), 730G, 732G, 835, 845 and 855. Kirin 960, 970 và 980. Exynos 9609,[30] 9610,[31] 9611,[32] 9810 và 980.[33]
- UFS 3.0 đã được triển khai trong Snapdragon 855, 855+, 860, 865, Exynos 9820–9825,[34] và Kirin 990.[35]
- UFS 3.1 đã được triển khai trong Snapdragon 855+/860, Snapdragon 865, Snapdragon 870, Snapdragon 888, Exynos 2100, và Exynos 2200.[36][37][38]
- UFS 4.0 đã được triển khai trong MediaTek Dimensity 9200 và Snapdragon 8 Gen 2.[39]

## Các tiêu chuẩn UFS bổ sung
Ngày 30 tháng 3 năm 2016, JEDEC ra mắt phiên bản 1.0 của Tiêu chuẩn mở rộng thẻ UFS (JESD220-2), cung cấp nhiều tính năng và nhiều chức năng tương tự như tiêu chuẩn thiết bị nhúng UFS 2.0 hiện có, nhưng có bổ sung và sửa đổi cho thẻ nhớ rời .
Cũng vào tháng 3 năm 2016, JEDEC ra mắt phiên bản 1.1 của Phần mở rộng bộ nhớ hợp nhất UFS (JESD220-1A), phiên bản 2.1 của tiêu chuẩn Giao diện điều khiển máy chủ UFS (UFSHCI) (JESD223C), và phiên bản 1.1A của tiêu chuẩn Mở rộng Bộ nhớ Hợp nhất UFSHCI (JESD223-1A).
Ngày 30 tháng 1 năm 2018, Tiêu chuẩn thẻ nhớ mở rộng UFS được cập nhật lên phiên bản 1.1 (JESD220-2A), và cập nhật tiêu chuẩn UFSHCI lên phiên bản 3.0 (JESD223D), để phù hợp với UFS phiên bản 3.0.

## Vòng đời ghi lại
Vòng đời ghi lại của ổ UFS ảnh hưởng đến tuổi thọ của nó. Có giới hạn về số chu kỳ ghi/xóa mà một khối flash có thể chấp nhận trước khi nó tạo ra lỗi hoặc lỗi hoàn toàn. Mỗi chu kỳ ghi/xóa sẽ làm cho lớp oxit của tế bào bộ nhớ flash bị hư hỏng. Độ tin cậy của ổ đĩa dựa trên ba yếu tố: tuổi của ổ đĩa, tổng số terabyte được ghi theo thời gian và số lần ghi ổ đĩa mỗi ngày. Đây là tính chất của bộ nhớ flash nói chung.